# ベン・デービス (野球)
マーク・クリストファー・デービス（Mark Christopher Davis, 1977年3月10日 - ）は、アメリカ合衆国ペンシルベニア州デラウェア郡チェスター出身の元プロ野球選手（捕手、投手）。右投両打。現在は、NBCスポーツ・フィラデルフィアでフィラデルフィア・フィリーズ戦の解説者を務める。

## 経歴

### 現役時代
1995年のMLBドラフト1巡目（全体2位）でサンディエゴ・パドレスから指名され、プロ入り。1998年9月25日にメジャーデビュー。翌1999年は6月にメジャー昇格すると、この年パドレスの捕手で最多となる74試合にマスクを被った。特に6月18日からチームが14連勝した時には強気のリードで投手陣を引っ張る活躍が見られた。
2001年5月26日のアリゾナ・ダイヤモンドバックス戦では相手先発のカート・シリングが7回までノーヒットノーランを続けていたが、デービスは8回裏1死からセーフティバントを成功させ、シリングの無安打記録を途絶えさせた。試合は3-1でダイヤモンドバックスが勝利し、シリングが完投勝利を挙げたが、試合後にダイヤモンドバックスの監督だったボブ・ブレンリーがデービスを「チキン」と評して批判し、物議を醸した。
2001年12月11日にトム・ランプキン、ブレット・トムコ、ラモン・バスケスとのトレードで、アレックス・アリアス、ワスカー・セラーノと共にシアトル・マリナーズへ移籍した。マリナーズでは主にダン・ウィルソンに次ぐ2番手捕手として起用された。
2004年6月27日にミゲル・オリーボ、ジェレミー・リード、マイケル・モースとのトレードで、フレディ・ガルシアと共にシカゴ・ホワイトソックスへ移籍した。オフにはトミー・ジョン手術を受けた。
2005年以降はメジャー出場が無く、各球団傘下のマイナーや独立リーグであるアトランティックリーグのカムデン・リバーシャークスでプレーした。また、2008年途中からは投手に転向し、2011年4月に引退を表明した。

### 引退後
引退後は2015年よりNBCスポーツ・フィラデルフィアでフィラデルフィア・フィリーズ戦の解説者を務める。

## 詳細情報

### 背番号
- 25（1998年 - 1999年）
- 13（2000年 - 2004年途中）
- 12（2004年途中 - 同年途中）
- 31（2004年途中 - 同年終了）